# 25 km van Berlijn

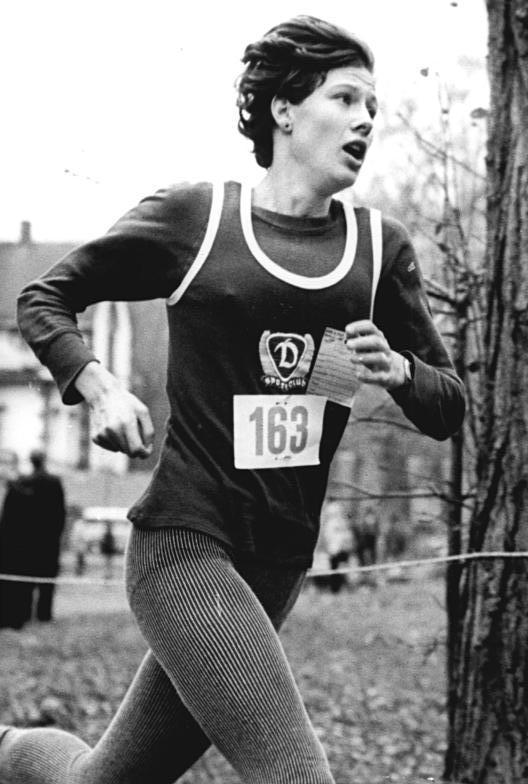
Kathrin Ullrich won de wedstrijd tweemaal op rij.

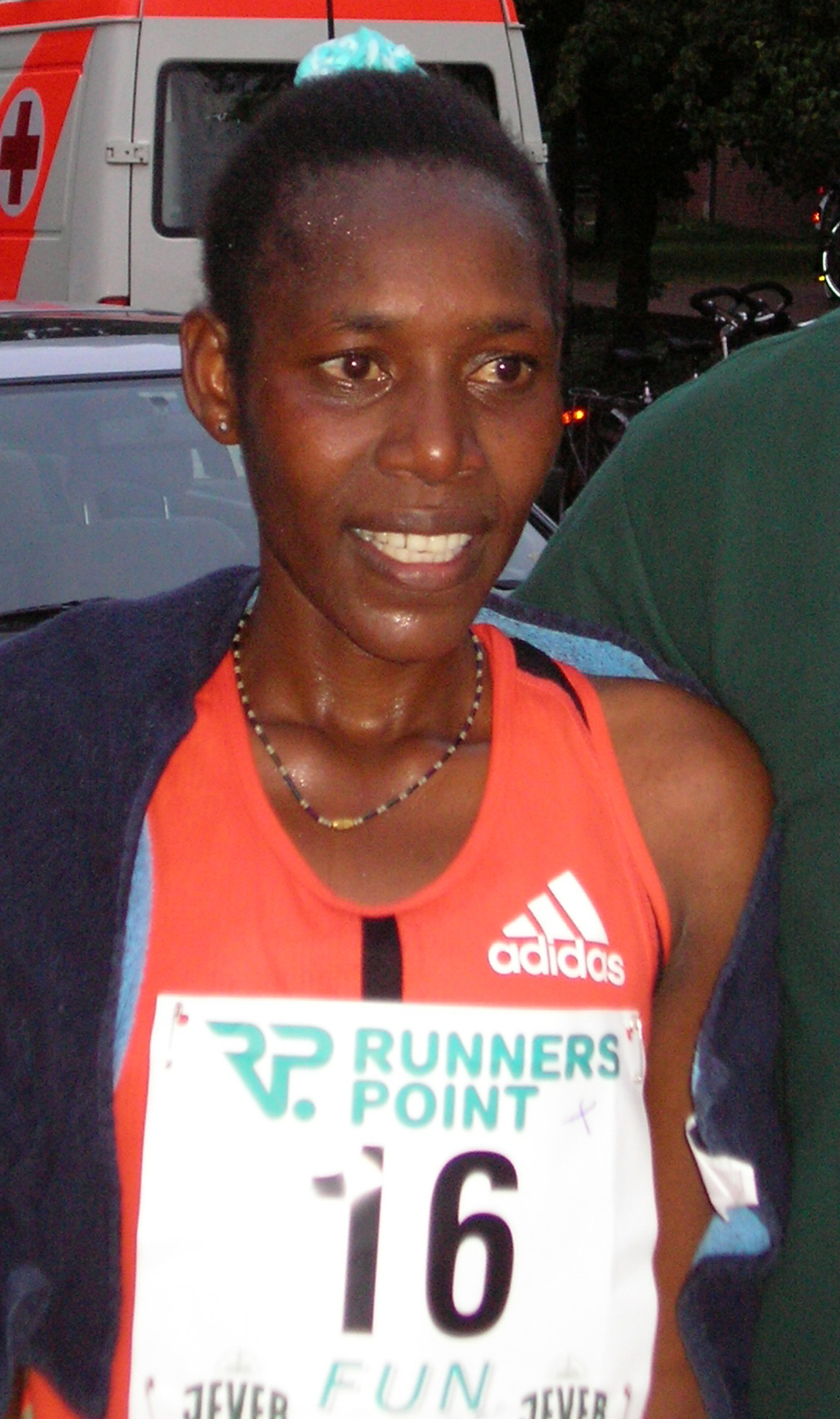
Peninah Arusei won de wedstrijd driemaal.

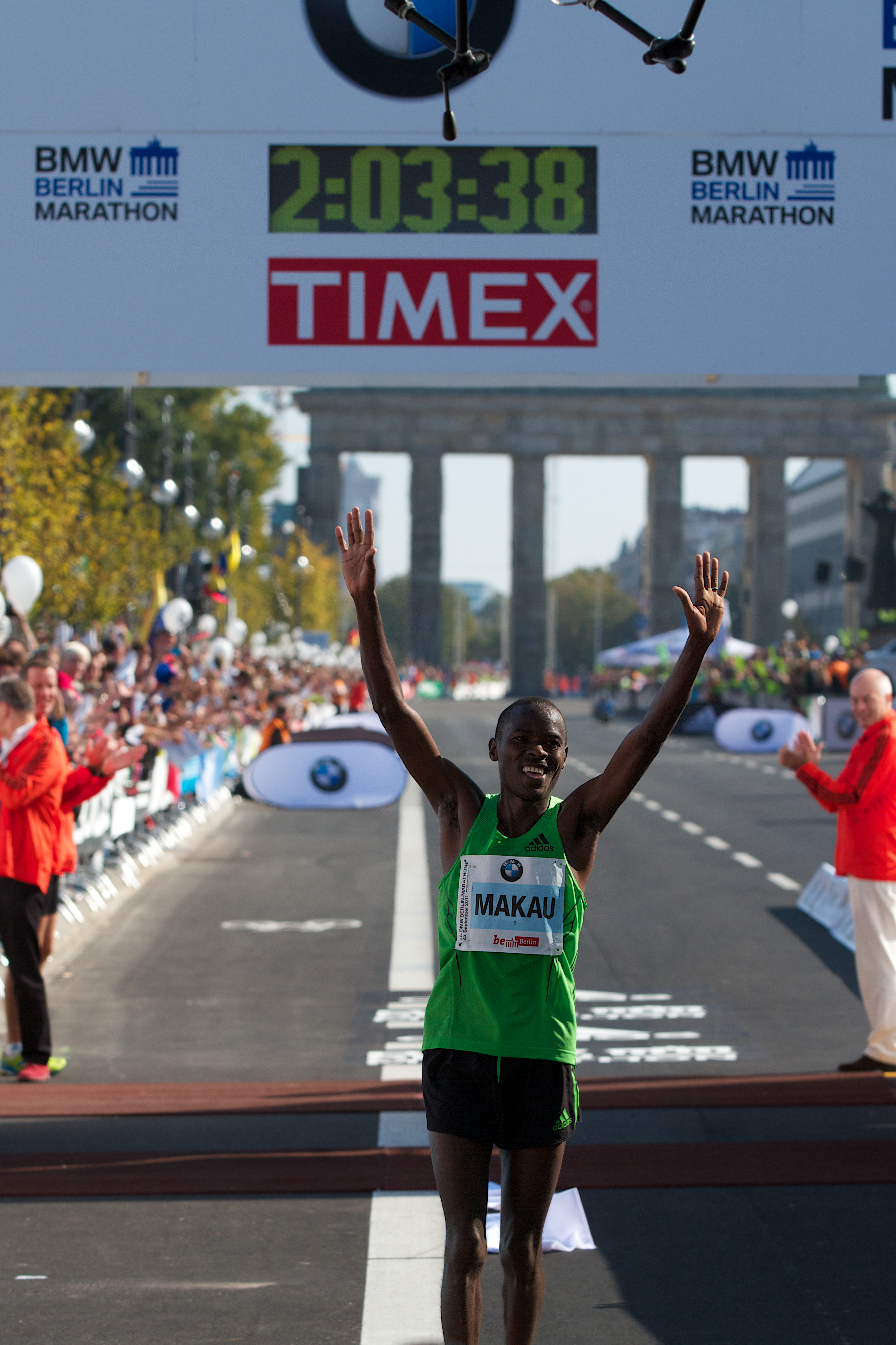
Patrick Makau won in 2006 en 2007.

De 25 km van Berlijn (BIG 25 Berlin) is een hardloopwedstrijd die sinds 1981 in de stad Berlijn wordt gehouden.

## Parcoursrecords
- Mannen: 1:11.18 - Dennis Kimetto  Kenia (2012, tevens wereldrecord)
- Vrouwen: 1:19.53 - Mary Keitany  Kenia (2010, tevens wereldrecord)

## Uitslagen
| Jaar          | Snelste man                     | Land              | Tijd    | Snelste vrouw          | Land              | Tijd    |
| ------------- | ------------------------------- | ----------------- | ------- | ---------------------- | ----------------- | ------- |
| 6 mei 2018    | Jonas Koller                    | Duitsland         | 1:19.28 | Alexandra Rechel       | Duitsland         | 1:44.00 |
| 14 mei 2017   | Mustapha El Ouartassy           | Marokko           | 1:23.12 | Lonah Chemtai Salpeter | Israël            | 1:28.46 |
| 15 mei 2016   | Benard Kiplangat Bett           | Kenia             | 1:15.51 | Viola Chelegat         | Kenia             | 1:26.00 |
| 10 mei 2015   | Abraham Cheroben                | Kenia             | 1:12.31 | Sutume Asefa Kebede    | Ethiopië          | 1:21.55 |
| 4 mei 2014    | Abraham Cheroben                | Kenia             | 1:11.47 | Janet Jelagat Rono     | Kenia             | 1:24.37 |
| 8 mei 2011    | Mathew Kipkoech Kisorio         | Kenia             | 1:12.13 | Flomena Chepchirchir   | Kenia             | 1:23.22 |
| 5 mei 2013    | Richard Sigei Kiprotich         | Kenia             | 1:13.34 | Lucy Kabuu Wangui      | Kenia             | 1:21.37 |
| 6 mei 2012    | Dennis Kimetto                  | Kenia             | 1:11.18 | Caroline Chepkwony     | Kenia             | 1:22.56 |
| 8 mei 2011    | Mathew Kipkoech Kisorio         | Kenia             | 1:12.13 | Flomena Chepchirchir   | Kenia             | 1:23.22 |
| 9 mei 2010    | Samuel Kiplimo Kosgei           | Kenia             | 1:11.50 | Mary Keitany           | Kenia             | 1:19.53 |
| 10 mei 2009   | Matthew Koech                   | Kenia             | 1:13.22 | Peninah Arusei         | Kenia             | 1:22.31 |
| 4 mei 2008    | Samuel Karuku                   | Kenia             | 1:13.50 | Peninah Arusei         | Kenia             | 1:24.10 |
| 6 mei 2007    | Patrick Makau Musyoki           | Kenia             | 1:14.22 | Flomena Chepchirchir   | Kenia             | 1:25.38 |
| 7 mei 2006    | Patrick Makau Musyoki           | Kenia             | 1:14.08 | Peninah Arusei         | Kenia             | 1:26.25 |
| 8 mei 2005    | Luke Kibet                      | Kenia             | 1:13.51 | Rose Cheruiyot         | Kenia             | 1:24.46 |
| 9 mei 2004    | Paul Malakwen Kosgei            | Kenia             | 1:12.45 | Christine Chepkonga    | Kenia             | 1:25.34 |
| 4 mei 2003    | Jason Mbote                     | Kenia             | 1:15.07 | Caroline Kwambai       | Kenia             | 1:24.50 |
| 5 mei 2002    | Rodgers Rop                     | Kenia             | 1:15.48 | Magdaline Chemjor      | Kenia             | 1:26.15 |
| 6 mei 2001    | Rodgers Rop                     | Kenia             | 1:13.44 | Magdaline Chemjor      | Kenia             | 1:25.11 |
| 30 april 2000 | Róbert Štefko                   | Slowakije         | 1:15.30 | Madina Biktagirova     | Rusland           | 1:26.01 |
| 2 mei 1999    | Samson Kandie                   | Kenia             | 1:15.40 | Susan Chepkemei        | Kenia             | 1:24.29 |
| 3 mei 1998    | Isaac Chemobwo                  | Kenia             | 1:14.16 | Lornah Kiplagat        | Kenia             | 1:26.15 |
| 4 mei 1997    | Kenneth Cheruiyot               | Kenia             | 1:13.58 | Lornah Kiplagat        | Kenia             | 1:24.39 |
| 5 mei 1996    | William Musyoki                 | Kenia             | 1:15.32 | Nadezhda Ilyina        | Rusland           | 1:28.25 |
| 7 mei 1995    | Elijah Lagat                    | Kenia             | 1:16.16 | Alena Peterková        | Tsjechië          | 1:25.51 |
| 8 mei 1994    | Tendai Chimusasa                | Zimbabwe          | 1:14.45 | Alena Peterková        | Tsjechië          | 1:25.46 |
| 2 mei 1993    | Tendai Chimusasa                | Zimbabwe          | 1:14.25 | Lyudmila Matveyeva     | Rusland           | 1:29.04 |
| 3 mei 1992    | Rainer Wachenbrunner            | Duitsland         | 1:15.21 | Kathrin Weßel          | Duitsland         | 1:24.41 |
| 5 mei 1991    | Ivan Uvizl                      | Tsjecho-Slowakije | 1:15.28 | Kathrin Weßel          | Duitsland         | 1:26.48 |
| 6 mei 1990    | Alfredo Shahanga                | Tanzania          | 1:15.09 | Márcia Narloch         | Brazilië          | 1:27.20 |
| 7 mei 1989    | David Clarke                    | Engeland          | 1:15.07 | Rosa Mota              | Portugal          | 1:25.46 |
| 8 mei 1988    | Bertrand Itsweire               | Frankrijk         | 1:16.11 | Ľudmila Melicherová    | Tsjecho-Slowakije | 1:27.00 |
| 3 mei 1987    | Markus Ryffel                   | Zwitserland       | 1:15.04 | Kerstin Preßler        | West-Duitsland    | 1:26.18 |
| 1986          | Ralf Salzmann + Herbert Steffny | West-Duitsland    | 1:14.33 | Kerstin Preßler        | West-Duitsland    | 1:26.22 |
| 5 mei 1985    | Dominique Chauvelier            | Frankrijk         | 1:16.30 | Christa Vahlensieck    | West-Duitsland    | 1:26.44 |
| 1984          | Pierre Levise                   | Frankrijk         | 1:15.11 | Joëlle de Brouwer      | Frankrijk         | 1:24.06 |
| 24 april 1983 | Ahmet Altun                     | Turkije           | 1:16.23 | Christa Vahlensieck    | West-Duitsland    | 1:27.28 |
| 2 mei 1982    | Radhouane Bouster               | Frankrijk         | 1:15.48 | Patricia Deneuville    | Frankrijk         | 1:32.33 |
| 3 mei 1981    | Mehmet Yurdadön + Mehmet Terzi  | Turkije           | 1:16.59 | Joëlle Audibert        | Frankrijk         | 1:36.35 |

## Finishers
| Jaar | Totaal | 25 km | waarvan vrouwen | 21,1 km | waarvan vrouwen | 10 km | waarvan vrouwen |
| ---- | ------ | ----- | --------------- | ------- | --------------- | ----- | --------------- |
| 2015 | 8474   | 4081  | 1017            | 1415    | 562             | 2978  | 1451            |
| 2014 | 7709   | 3834  | 931             | 1166    | 430             | 2709  | 1271            |
| 2013 | 7017   | 3686  | 843             | 1027    | 344             | 2304  | 1059            |
| 2012 | 6461   | 3448  | 782             | 904     | 295             | 2109  | 961             |
| 2011 | 6238   | 4054  | 973             |         |                 | 2184  | 967             |
| 2010 | 6076   | 4176  | 958             |         |                 | 1900  | 845             |
| 2009 | 6290   | 4139  | 892             |         |                 | 2151  | 918             |
| 2008 | 5124   | 4120  | 987             |         |                 | 1004  | 466             |